# 化学結合
化学結合（、英: chemical bond）は、化学物質を構成する複数の原子を結びつけている結合である。
化学結合は分子内にある原子同士をつなぎ合わせる分子内結合と分子と別の分子とをつなぎ合わせる分子間結合とに大別でき、分子間結合を作る力を分子間力という。なお、金属結晶は通常の意味での「分子」とは言い難いが、金属結晶を構成する結合（金属結合）を説明するバンド理論では、分子内結合における原子の数を無限大に飛ばした極限を取ることで、金属結合の概念を定式化している。
分子内結合、分子間結合、金属結合のいずれにおいても、化学結合を作る力は原子の中で正の電荷を持つ原子核が、別の原子の中で負の電荷を持つ電子を電磁気力によって引きつける事によって実現されている。物理学では4種類の力が知られているが、電磁気力以外の3つの力は電磁気力よりも遥かに小さい又は、力の及ぶ範囲が狭い為、化学結合を作る主要因にはなっていない。したがって化学結合の後述する細かな分類、例えば共有結合やイオン結合はどのような状態の原子にどのような形で電磁気力が働くかによる分類である。
化学結合の定式化には、複数の原子がある場合において電子の軌道を決定する必要があり、そのためには量子力学が必須となる。しかし多くの簡単な化合物や多くのイオンにおいて、化学結合に関する定性的な説明や簡単な定量的見積もりを行う分には、量子力学で得られた知見に価電子や酸化数といった分子の構造と構成を使って古典力学的考察を加える事でも可能である。
それに対し複雑な化合物、例えば金属複合体では価電子理論は破綻し、その振る舞いの多くは量子力学を基本とした理解が必要となる。これに関してはライナス・ポーリングの著書、The Nature of the Chemical Bondで詳しく述べられている。

## 分子内結合

### 古典力学的な説明
分子間力が働く機構を定性的に説明すると下記のとおりになる。
分子内にある原子は、原子Aの原子核と原子Bの電子との間に働く電磁気的な力F1により引きつけられ、これがAとBの間の分子内結合を構成する引力となる。それに対し、原子Aの原子核と原子Bの原子核の間には電磁気的な斥力F2働いて結合を邪魔しようとし、同様に原子Aの電子と原子Bの電子の間にも斥力F3が働く。
しかし原子同士の距離が適切な近さ（結合距離）程度にあれば、引力は斥力よりも大きくなる。この原因を古典力学にいえば、原子は中心に原子核があり、そこから遠く離れたところに電子が飛んでいるという構成をしているので、原子核・原子核間の距離よりも原子核・電子間の距離のほうが小さくなり、斥力F2は引力F1よりも小さくなる。また電子は原子核に比べて軽いので、電子・電子間は斥力によって簡単に遠く離れるため、電子・電子間の斥力F3も小さくなる。
結局引力がF1斥力F2 + F3に勝ち、分子内の原子同士が引きつけられる事になる。
既に述べたように、分子内結合が起こるためには原子間の適切な範囲にあり、距離が近すぎる場合には、斥力によって距離が離れていき、結局結合距離の近辺で落ち着く事になる。この事実は量子力学の知識を使って中心力場の系を解く事で示せる。

### 原子の電子配置による説明
分子内結合をさらに詳細を記述するため、電子軌道の量子数の概念を説明し、量子数を使って分子内結合を記述する。
原子内の電子の軌道は、実際には量子力学に従っているため、軌道は「量子化されている」（＝飛び飛びの値を取る）。電子の軌道は4種類の量子数という自然数値によって特徴づけられる。4つの量子数は、電子がK殻、L殻、M殻…のいずれに入るかを決める主量子数、殻の中のs軌道、p軌道、d軌道…のいずれに入るかを決める方位量子数、軌道角運動量、スピン角運動量がそれぞれ上向きか下向きかを決める磁気量子数、スピン量子数からなる。
分子内結合を記述する上で重要になるのは、同一原子中にある相異なる2つの電子の量子数が4つとも同一になる事はないという事実である（パウリの排他律）。よって原子中の異なる電子は異なる軌道にある事になり、例外はあるものの、基本的にはエネルギー状態が小さい軌道から順に電子が埋まっていく。
電子が1つ以上ある殻で、最も外側にあるものを原子価殻、もしくは最外殻といい、原子価殻にある電子を原子価殻電子もしくは最外殻電子という。
化学結合に関わるのは、基本的にエネルギー状態が高い不安定な軌道にある電子であり、それは主に最外殻電子である。パウリの排他原理により最外殻には有限個の原子しか入れない。最外殻に最大数の電子が入っている場合、最外殻は閉殻であるという。閉殻は安定した状態にあり、逆に言えば最外殻に余った電子がある場合は、その電子は電磁気力により他の原子の原子核に引き寄せられる。また最外殻に電子が足りていないなら、他の原子の最外殻に余っている電子を電磁気力で引きつけて足りない部分を補おうとする。

### 電気陰性度による分類
こうして電磁気的に引きつけられた原子同士の分子内結合を記述する為のパラメータとして、電気陰性度という尺度がある。
これは原子がどの程度原子外にある電子を引きつけるかを示す尺度である。結合した2つの原子の電気陰性度に極端な差異がある場合は、電気陰性度が大きい原子の方に最外殻電子が完全に移動してしまう。この状態における分子内結合をイオン結合という。
それとは逆に両者の電気陰性度が完全に釣り合っているときは、最外殻電子を2つの原子で「共有」する状態になる。この状態を非極性共有結合という。電気陰性度が両者の中間にある場合は、最外殻電子を一方の原子にやや引きつけた「極性」のある共有状態になる。この状態を極性共有結合という。非極性または極性の共有結合の事を共有結合という。

### 共有結合

#### 概要
共有結合状態にある2つの原子は、互いに相手の原子にある電子を引きつける事になる。このため多くの共有結合では、それぞれの原子から1つずつ、計2個の電子が共有結合に関わる事になる。この2個の電子を共有電子対という。
しかし共有結合の中には片方の原子から2つの電子を提供して共有電子対になるケースもある。たとえばアンモニウムイオン{\displaystyle {\ce {NH4+}}}の共有結合はアンモニア{\displaystyle {\ce {NH3}}}の窒素原子から2つの電子を提供して{\displaystyle {\ce {H}}}と共有結合する。このような共有結合を配位結合という。なお、共有電子対の状態にある2つの電子は、スピン量子数の方向が逆向きになったペアである。
一般論として、主要族の原子（周期表で左端2列か右端6列に記載されている原子）は、共有電子がなくなるか、オクテット則が満たされるまで、可能な限り電子を共有しようとする。一組の共有電子対しか持たない共有結合を単結合といい、二組、三組、…の共有電子対を持つ共有結合をそれぞれ二重結合、三重結合、…という。共有結合がn重結合である場合、その共有結合の結合次数はnであるという。共有結合にかかわらない原子価電子も対になっており、このような対を孤立電子対という。
共有結合の強さを表す尺度として、結合解離エネルギーがある。これは共有結合状態にある原子を切り離すのに必要となるエネルギーの量である。

#### 共鳴構造
以上で説明した共有電子対の概念を用いてオゾン{\displaystyle {\ce {O3}}}の共有結合を書き表すと、
{\displaystyle :{\overset {\cdot \cdot }{\underset {\cdot \cdot }{O}}}-{\overset {\cdot \cdot }{O}}-{\overset {\cdot \cdot }{\underset {\cdot \cdot }{O}}}:}
となる。ここで点2つの組は非共有電子対であり、線は結合係数1の共有結合である。上記の構造は、中央の酸素原子のみ、閉殻になっていない。そこで右の酸素原子の非共有電子対を引きつけてもう一つ共有結合を作るか、あるいは左の酸素原子の非共有電子対を引きつけて共有結合を作るはずである。すなわち
{\displaystyle :{\overset {\cdot \cdot }{\underset {\cdot \cdot }{O}}}-{\overset {\cdot \cdot }{O}}{\text{=}}{\overset {\cdot \cdot }{\underset {\cdot \cdot }{O}}}}
もしくは
{\displaystyle {\overset {\cdot \cdot }{\underset {\cdot \cdot }{O}}}={\overset {\cdot \cdot }{O}}-{\overset {\cdot \cdot }{\underset {\cdot \cdot }{O}}}:}
となる事が予想される。
実際には、これら2つの状態を重ね合わせた平均の状態になる。この状態を共鳴混成体といい、これに寄与した各点電子構造を共鳴構造という。共鳴とは量子力学的重ね合わせのことで、共鳴理論は原子価結合理論の一部である。

#### 原子価結合理論
原子価結合理論によれば、共有結合は1つの不対電子を含んでいるそれぞれの原子の半分占有された原子価軌道の重なり合いによって2つの原子間で形成される。
原子価結合構造はルイス構造と似ているが、単一のルイス構造では書くことができない場合は複数の原子価結合構造が使われる。これらの各VB構造は特定のルイス構造を表わす。原子価結合構造の組み合わせが共鳴理論の要点である。原子価結合理論は、関与する原子の重なり合った原子軌道が化学結合を形成すると考える。この重なり合いのため、電子が結合領域に存在する可能性が最も高くなる。原子価結合理論は結合を弱く連結した軌道として見る。
原子価結合理論は、基底状態分子において典型的にはより簡単に利用できる。内殻軌道および電子は結合の形成の間には基本的に変化しない。

### イオン結合
イオン結合では、ある原子にある電子が一つ以上、別の原子に移動してしまう。移動により電子を失った側を陽イオンもしくはカチオンといい、電子を得た側を陰イオンもしくはアニオンといい、陰イオンまたは陽イオンの事をイオンという。
便宜上「原子」がイオンになると説明したが、実際には「原子団」がイオンになることもあり、アンモニアイオン{\displaystyle {\ce {NH4+}}}や水酸化物イオン{\displaystyle {\ce {OH-}}}がその例である。
陰イオンと陽イオンは互いに電気的に引き合い、イオン結合する。ただし共有結合の場合とは異なり、通常の状態では陰イオンと陽イオン一組で明確な形の分子を構成することはなく、大量の陰イオンと陽イオンが結び付き合ってイオン結晶を形成する。
気体状態で電気的に中性な原子から最もエネルギー状態が高い電子を取り除くのに必要なエネルギーを（第一）イオン化エネルギーといい、これはその原子が陽イオンになる際のなりにくさを表している。さらにもう一つ電子を取り除く第二イオン化エネルギーも同様に定義できる。
一方、気体状態で電気的に中性な原子に電子を一つ付け加えるのにかかるエネルギーを電子親和力といい、これはこの原子が陰イオンになる際のなりにくさを意味している。
またイオン結晶状態にある一組の陽イオン・陰イオンのペアを、気体状態にするのにかかるエネルギーを格子エネルギーといい、これはイオン結晶の結合の強さを表している。

### 金属結合
金属結合とは、金属で見られる化学結合である。
金属原子はいくつかの電子を出して陽イオン（金属結晶の格子点に存在する正電荷を持つ金属の原子核）と、自由電子（結晶全体に広がる負電荷をもったもの）となる。規則正しく配列した陽イオンの間を自由電子が自由に動き回り、これらの間に働くクーロン力（静電気力、静電引力）で結び付けられている。
一部では共有結合の一種とみなす主張があるが、原子集団である結晶場で結合電子を共有していて、典型的な共有結合は2原子間でしか共有されていないので、計算手法等が著しく異なり混乱を招くので主流ではない。π結合は分子、あるいはグラフェン内の多くの原子で結合軌道が形成されるので一種の金属結合的性質を持ち、それがグラファイト系物質の導電性の源泉となっている。
金属の場合、最外殻電子など電子の一部は特定の原子核の近傍に留まらず結晶全体に非局在化しており、この様な状態の電子を擬似的な自由電子と呼ぶ。金属の電気伝導性や熱伝導度が高いことは自由電子の存在に起因していると考えられ、それゆえ、自由電子は伝導電子とも呼ばれる。自由電子の分子軌道はほぼ同一のエネルギー準位のエネルギーバンドを形成し、電子ガスとも呼ばれるような自由電子の状態を形成する。電子は光子と相互作用するので、金属の持つ特性である反射率、金属光沢は自由電子のエネルギーバンドの状況を反映していると考えられている。

## 分子間力
分子間力について説明するための予備知識として、双極子について簡単に説明する。
極性共有結合では、分子内で電子が片方の原子により、全体として電気的な偏りが生じる（分極）。分子内にある原子が電気的にプラスであるかマイナスであるかを極性といい、分子のような小さな物体に両方の極性がある状態を双極子という。双極子は分子間力を作り出す原因の一つとなっている。
分子間力には、以下のものがある
- イオン-双極子力
- 双極子-双極子力
- ロンドン分散力

イオン-双極子力は、双極子の電気的に正の部分、負の部分がそれぞれ陰イオン、陽イオンに引き寄せられる事により生じる力である。この力は{\displaystyle {\ce {NaCl}}}のようなイオン物質の水溶液で重要であり、極性を持つ水分子はイオンを取り囲む。
双極子-双極子力はある分子の双極子が別の分子の双極子内の逆向きの極を引きつける事によって生じる。一般にこの力は弱く、3~4 kJ/mol程度であり(p212)、分子が密着している場合のみ働く。双極子-双極子力は沸点と関係しており、分子の分極が大きいほどその分子からなる化学物質の沸点は高くなる。
双極子-双極子力は一般的には弱いが、電気陰性度の高い{\displaystyle {\ce {O}}}、{\displaystyle {\ce {N}}}、{\displaystyle {\ce {F}}}と水素原子との間に生じる双極子-双極子力は例外的に異常に強くなり、これを水素結合という。水素結合において双極子-双極子力が強くなるのは、水素原子の場合には原子核の電気的な力を遮蔽する内殻電子を持たず、しかも水素原子は他の原子よりも小さいので、他の分子に近づいて密着できるためである。
全体として極性をもたない分子であっても、分子運動により電子雲が歪められて一時的な電気的偏りが生じ、これが分子同士を引きつける原因になる。このような分子運動による電気的偏りから生じる分子間力をロンドンの分散力という。分散力も一般的に弱く1~10 kJ/mol程度であり、その大きさは電子雲の歪められやすさの尺度である分極率に依存する。一般論として大きな分子や重い分子は多くの電子を持つため分極率が高くなる傾向にあり、形が対象でない分子も分極率が高くなる傾向にある。